# Sparkasse Mittleres Erzgebirge
Die Sparkasse Mittleres Erzgebirge war eine öffentlich-rechtliche Sparkasse mit Sitz in Marienberg (Sachsen). Sie ging am 1. Januar 2012 in der Erzgebirgssparkasse auf.

## Geschichte
Mit dem Beitritt der DDR zur Bundesrepublik kehrten die Länder zur Verwaltungsstruktur zurück und die Landkreise Zschopau und Marienberg gehörten zum neu gebildeten Freistaat Sachsen. Allerdings war die Lebensdauer der beiden Kreise begrenzt, da der Sächsische Landtag am 25. Mai 1993 eine Kreisreform beschloss, die 1994 bzw. 1996 in Kraft trat. In ihrem Gefolge entstanden im Freistaat Sachsen sieben kreisfreie Städte und 23 Landkreise, darunter am 1. August 1994 auch der Mittlere Erzgebirgskreis mit Marienberg als Kreisstadt.
Da die Sparkassen von den kommunalen Verwaltungsstrukturen abhingen, stand mit der Bildung des Freistaates Sachsen und einer Reformierung seiner Landkreise auch die Veränderung der Sparkassenlandschaft an. Somit bildeten im Juli 1994 die Kreissparkasse Marienberg und die Kreissparkasse Zschopau einen gemeinsamen Kooperationsrat und leiteten damit ihren Zusammenschluss ein. Auf Initiative beider Verwaltungsräte wurde etwa zeitgleich ein Kooperationsvertrag ausgearbeitet, der die Zusammenarbeit regelte und konkrete Schritte auf dem Weg zur Fusion festlegte. Zum Jahresende waren die Vorbereitungen des Zusammenschlusses so weit gediehen, dass zum 1. Januar 1995 der Nachfolger des Marienberger und des Zschopauer Geldinstituts, die Sparkasse Mittleres Erzgebirge, ins Leben trat.
Zum 1. Januar 2012 wurden die Sparkasse Mittleres Erzgebirge, die Sparkasse Erzgebirge und die Kreissparkasse Aue-Schwarzenberg zur Erzgebirgssparkasse fusioniert. Mit der Fusion der drei Sparkassen stieg deren Bilanzsumme auf insgesamt 4,6 Milliarden Euro. Damit ist die Erzgebirgssparkasse die drittgrößte Sparkasse in Sachsen und die viertgrößte in Ostdeutschland. Die Fusion der drei Sparkassen erfolgte fast vier Jahre nach Bildung des Erzgebirgskreises infolge der Sächsischen Kreisreform 2008.

## Geschäftsgebiet
Das Geschäftsgebiet umfasste den ehemaligen Mittleren Erzgebirgskreis im Südwesten von Sachsen.

## Organisationsstruktur
Die Sparkasse Mittleres Erzgebirge unterlag als Anstalt des öffentlichen Rechts den Rechtsgrundlagen des Sparkassengesetzes (Gesetz über die öffentlich-rechtlichen Kreditinstitute im Freistaat Sachsen und die Sachsen-Finanzgruppe), der Sparkassenverordnung Sachsen, der Satzung der Sparkasse Mittleres Erzgebirge sowie der Satzung der Sachsen-Finanzgruppe.
Die Organe der Anstalt waren Vorstand und Verwaltungsrat.
Die Sparkasse Mittleres Erzgebirge gehörte zu einhundert Prozent der Sachsen-Finanzgruppe und somit neben sechs weiteren sächsischen Sparkassen den Kapitaleignern der Gruppe: den sächsischen Kommunen und dem Freistaat Sachsen.
Sie war Mitglied im Ostdeutschen Sparkassenverband und über diesen dem Deutschen Sparkassen- und Giroverband angeschlossen.
Die Sparkasse Mittleres Erzgebirge war an folgenden Institutionen beteiligt:
- Ostdeutscher Sparkassenverband
- Beteiligungsgesellschaft der Sparkassen des Freistaates Sachsen mbH
- Sparkassen-Kapitalbeteiligungs-Fonds Erzgebirge GmbH
- GeTIK mbH
- Deutsche Sparkassen Leasing AG & Co. KG

## Geschäftsausrichtung und Geschäftserfolg
Die Sparkasse war der größte Finanzdienstleister der Region mit einem Marktanteil von ca. 70 % in ihrem Geschäftsgebiet. Sie hatte eine hohe Geschäftsstellendichte vom 3,7 Geschäftsstellen pro 10.000 Einwohner und damit fast doppelt so viele wie der Durchschnitt des Ostdeutschen Sparkassenverbandes.
Das Private Banking gehörte seit 2007 zum Finanzdienstleistungsangebot, somit war die Sparkasse Mittleres Erzgebirge eines der ersten Institute des Ostdeutschen Sparkassenverbandes, die in diesem Segment tätig waren.
Darüber hinaus war die Sparkasse Mittleres Erzgebirge 2007–2010 als einzige ostdeutsche Sparkasse unter den 50 besten der Bundesrepublik.

### Auszeichnungen
- Victor Award 2010 Kategorie Innovation von Emotion Banking.[1]
- Zertifikat PREMIUM Ausbildung des TÜV Hessen: Als erstes sächsisches Kreditinstitut erhielt die Sparkasse 2010 das Zertifikat für die sehr gute Berufsausbildung im Unternehmen.[2]
- ARC Award 2009 in Silber von der MerComm Inc. New York: Für den Geschäftsbericht des Jahres 2007.[3]
- Arno 2009 1. Platz Kategorie Publikationen von der Sparkassen-Finanzgruppe: Für den Jahresbericht aus dem Jahr 2008.[4]